# Csöves sarlósfecske
A csöves sarlósfecske (Panyptila cayennensis) a madarak (Aves) osztályának sarlósfecske-alakúak (Apodiformes) rendjébe, ezen belül a  sarlósfecskefélék (Apodidae) családjába tartozó faj.

## Rendszerezése
A fajt Johann Friedrich Gmelin német természettudós írta le 1789-ben, a Hirundo nembe Hirundo cayennensis néven.

## Alfajai
- Panyptila cayennensis cayennensis (Gmelin, 1789)
- Panyptila cayennensis veraecrucis R. T. Moore, 1947[2]

## Előfordulása
Mexikó, Costa Rica, Guatemala, Honduras, Nicaragua, Panama, Salvador, Belize, Bolívia, Brazília, Ecuador, Francia Guyana, Guyana, Kolumbia, Peru, Suriname, Trinidad és Tobago, valamint Venezuela területén honos. Természetes élőhelyei szubtrópusi és trópusi síkvidéki esőerdők. Állandó, nem vonuló faj.

## Megjelenése
Testhossza 13 centiméter, testtömege 18 gramm.

## Természetvédelmi helyzete
Az elterjedési területe rendkívül nagy, egyedszáma viszont csökkenő, de még nem éri el a kritikus szintet. A Természetvédelmi Világszövetség Vörös listáján nem fenyegetett fajként szerepel.